# Шапиро, Владимир Михайлович
Влади́мир Миха́йлович Шапиро (25 февраля 1948, Ташкент, Узбекская ССР, СССР — 19 марта 2021, Ташкент, Узбекистан) — советский и узбекский театральный режиссёр, художественный руководитель Академического русского драматического театра Узбекистана с 1990 по 2015 годы. Заслуженный деятель искусств Республики Узбекистан (2000).

## Биография
Окончил школу № 50 в городе Ташкенте.
В 1971 году окончил Ташкентский театральный художественный институт (актер драматического театра). С 1974 по 1979 гг. учился в Ленинградском государственном институте театра, музыки и кинематографии на отделении режиссуры.
Ученик педагога и режиссера Г. А. Товстоногова.
Ставил спектакли в театрах Ставрополя, Ростова-на-Дону, Челябинска, Ленинграда.
С 1984 года по 1990 год работал режиссером-постановщиком в Академическом театре комедии имени Н. П. Акимова в Ленинграде.
В 1988—89 гг. создал несколько постановок в Ташкентском русском Академическом театре драмы им. М. Горького, и в 1990 году был назначен на должность художественного руководителя, а с 1991 года – и директора театра. Проработал в этой должности до октября 2015 года.

## Спектакли
- «Мастер – класс» Д.Поуэлла
- «Дурацкая жизнь» С.Злотникова
- «Зойкина квартира» М.Булгакова
- «Графиня Юлия» А.Стриндберга
- «Все в саду» Э.Олби
- «Священные чудовища» Ж.Кокто
- «Великая магия» Э.Де Филиппо
- «Тот, кто получает пощечины» Л.Андреева
- «Лысая певица» Э.Ионеско
- «Жорж Данден» Ж.-Б.Мольера
- «Папа, папа, бедный папа!..» А.Копита
- «Ужасные родители» Ж.Кокто
- «Затмение, или Игра пустоты» Ф.Саган
- «Служанки» Ж.Жене
- «На всякого мудреца довольно простоты» А.Островского
- «Хозяйка гостиницы» К.Гольдони
- «Играем…Гоголя!»
- «Сильвия – история собаки» А.Герни
- «Татарин маленький» А.Пояркова
- «Фигаро-эскиз» П.Бомарше
- «Коломенковый рай» (Вишневый сад) А.Чехова
- «Le Monstre, или Человек, который платит» И.Жамиака
- «Когда лошадь теряет сознание» Ф.Саган

и многие другие

## Награды
- Орден «За бескорыстную службу» (25 августа 2006) — за большие заслуги в повышении интеллектуального и духовного потенциала народа, развитии сферы науки, образования, культуры, литературы, искусства, здравоохранения, достойный вклад в работу по укреплению независимости Родины, мира и стабильности в стране, а также многолетнюю общественную деятельность[2]
- Орден «Дружба» (26 августа 1997) — за личный вклад в укрепление дружбы, мира и согласия между представителями всех национальностей и народностей, проживающих в Узбекистане[3]
- Медаль «Шухрат» (1994)
- Медаль Пушкина (Россия, 3 декабря 2008 года) — за большой вклад в развитие культурных связей с Российской Федерацией, сохранение русского языка и русской культуры[4]
- Заслуженный деятель искусств Республики Узбекистан (25 августа 2000) — за весомый вклад в укрепление независимости нашей страны, развитие национальной духовности и культуры, дальнейшее повышение авторитета нашей страны в мировом сообществе, за достижение успехов в творчестве и научной деятельности, патриотизм, за многолетний плодотворный труд в науке, образовании, литературе, искусстве, культуре, здравоохранении, спорте, а также за активное участие в общественной жизни[5]
- Академик Международной Королевской академии искусств при ООН (2006)
- Орден Большой звезды золотой короны (Германия)